# Bobergs, Gullbergs, Bråbo och Finspånga läns häraders domsaga
Bobergs, Gullbergs, Bråbo och Finspånga läns häraders domsaga var en domsaga i Östergötlands län, bildad 1680. I perioden 1762 och 1792 var den ersatt av Bobergs och Gullbergs häraders domsaga och Finspånga län och Bråbo domsaga. Domsagan uppgick 31 december 1849 i Aska, Dals och Bobergs domsaga, Vifolka, Valkebo och Gullbergs domsaga, Finspånga läns domsaga medan Bråbo tingslag hade redan ett år tidigare uppgått i Lösings, Bråbo, Memmings, Björkekinds och Östkinds häraders domsaga. 
Domsagan omfattade Bobergs härad, Gullbergs härad, Bråbo härad  och Finspånga läns härad och lydde under Göta hovrätt.

## Tingslag
- Bobergs tingslag
- Gullbergs tingslag
- Bråbo tingslag till 1849
- Hällestads och Tjällmo tingslag
- Risinge tingslag

## Häradshövdingar
- 1680-1689: Anders Westeman
- 1689-1705: Johan Aswer
- 1705-1716: Anders Fägerstierna
- 1716-1721: Lars Sandberg
- 1721-1742: Gustaf Adolf Lagerfelt
- 1742-1751: Anders Ahlgren
- 1752-1761: Samuel Uggla
- 1762-1792: uppdelat
- 1792-1795: Per Adolf Blidberg
- 1795-1839: Per Aschan
- 1840-1849: Paul Gustaf Norin